# Детесфелд
Детесфелд (њем. Döttesfeld) општина је у њемачкој савезној држави Рајна-Палатинат. Једно је од 62 општинска средишта округа Нојвид. Према процјени из 2010. у општини је живјело 666 становника. Посједује регионалну шифру (AGS) 7138013.

## Географски и демографски подаци
Детесфелд се налази у савезној држави Рајна-Палатинат у округу Нојвид. Општина се налази на надморској висини од 226 метара. Површина општине износи 5,8 km². У самом мјесту је, према процјени из 2010. године, живјело 666 становника. Просјечна густина становништва износи 114 становника/km².

## Међународна сарадња
| Мјесто   | Држава    | Врста сарадње | Од    |
| -------- | --------- | ------------- | ----- |
| Барантон | Француска | партнерство   | 1970. |
| Извор    |           |               |       |